# Кетрін (Нью-Йорк)
Кетрін (англ. Catharine) — місто (англ. town) в США, в окрузі Скайлер штату Нью-Йорк. Населення — 1651 особа (2020).

## Демографія
Згідно з переписом 2010 року, у місті мешкали 1762 особи в 717 домогосподарствах у складі 473 родин. Було 825 помешкань
Расовий склад населення:
| - 97,6 % — білих - 0,6 % — чорних або афроамериканців - 0,4 % — корінних американців |

До двох чи більше рас належало 1,2 %. Частка іспаномовних становила 0,7 % від усіх жителів.
За віковим діапазоном населення розподілялося таким чином: 22,2 % — особи молодші 18 років, 63,2 % — особи у віці 18—64 років, 14,6 % — особи у віці 65 років та старші. Медіана віку мешканця становила 42,7 року. На 100 осіб жіночої статі у місті припадало 96,2 чоловіків;  на 100 жінок у віці від 18 років та старших — 97,0 чоловіків також старших 18 років.
Середній дохід на одне домашнє господарство  становив 58 923 долари США (медіана — 49 821), а середній дохід на одну сім'ю — 67 591 долар (медіана — 61 591). Медіана доходів становила 39 183 долари для чоловіків та 40 536 доларів для жінок. За межею бідності перебувало 15,3 % осіб, у тому числі 21,6 % дітей у віці до 18 років та 8,0 % осіб у віці 65 років та старших.
Цивільне працевлаштоване населення становило 766 осіб. Основні галузі зайнятості: освіта, охорона здоров'я та соціальна допомога — 32,4 %, виробництво — 14,1 %, роздрібна торгівля — 12,3 %, будівництво — 10,8 %.